# 反革命罪
反革命罪（はんかくめいざい）とは、ソビエト社会主義共和国連邦や中華人民共和国などの共産主義国において制定されていた反革命を犯罪とする刑法犯罪である。「反革命の罪」とも呼ばれた。「反革命」自体の定義が曖昧であるため、恣意的に運用しやすく共産主義独裁体制が乱用しやすい刑罰である。
最初に「反革命」を犯罪に定めた国は共産主義国の始祖であるソビエト連邦であった。ヨシフ・スターリンによる大粛清の際に乱用され、無数の冤罪を生んだ。

## ソビエト連邦の反革命罪
1922年制定のロシア共和国刑法57条において「プロレタリア農民政府（＝ソ連政府）を転覆させようとするすべての行為」「国際ブルジョアジー（＝資本主義国）の助けになる行為」はすべて反革命と定義され、反革命の目的で政府に抵抗すること、反革命の目的で文書を作成すること、反革命の目的で民衆を扇動すること、反革命の目的をもった団体に参加すること、目的を知っていようといまいと反革命の目的を持った活動をした者を幇助すること、これらはすべて犯罪となると他の各々の条文で定められた。
1926年の改正された刑法にも反革命は温存され、58条に反革命関連の罪がひとまとめにされた。「ソビエト連邦とソビエト連邦加盟国のプロレタリア農民政府を転覆、破壊または弱体化させる行為、対外的な安全を脅かす行為。プロレタリア革命の経済および政治の成果を破壊または弱体化させる行為は反革命とする」と定め、また「プロレタリアの国際連帯に鑑み、ソビエトに加盟していない他のプロレタリア国家に対しても同行為を行った場合はすべて反革命とみなす」と定義した。上の犯罪に加えて反革命の目的で外国の者に会うことも犯罪となった。
1960年に改正されたロシア・ソビエト社会主義共和国連邦刑法においては「反革命」の文字は消え、上のような犯罪は「国事犯罪」に分類された。しかし「反革命」の文字が消えただけで実態はあまりかわらず、反ソビエト団体に加入すること、反ソビエト扇動をすること、ソビエト国家を破壊する行為、ソビエト国家を弱体化させる行為、祖国への裏切り、スパイ行為、テロ行為、他のプロレタリアート国家に対する同行為などは引き続き犯罪となるとされたままだった。

## 中華人民共和国の反革命罪
1980年に施行された中華人民共和国刑法において規定されていた罪状である。中華人民共和国の刑法の任務が刑罰によってあらゆる反革命その他の刑事犯罪行為と闘争することであったことから、反革命罪は中国において重要な犯罪であった。この反革命罪は、1997年の刑法改正に伴って国家安全危害罪（国家危害の罪*略称）と名称変更されたが、反革命罪の用語の削除や犯罪要件の記述の変化や罪種配置の変更などに限られるものであって、その本質は変わらないという。